# Зангрульф
Зангрульф (Зангрольф; лат. Zangrulfus или Zangrolf; казнён в 596 или 597) — лангобардский герцог Вероны до 596 или 597 года.

## Биография
О Зангрульфе сообщается в «Происхождении народа лангобардов» и «Истории лангобардов» Павла Диакона.
В этих исторических источниках Зангрульф называется дуксом (герцогом) Вероны.
В 590-е годы в Лангобардском королевстве произошли несколько крупных мятежей против короля Агилульфа. Их возглавляли знатные и влиятельные персоны: в 590—591 годах — герцог Мимульф из Сан-Джулио, в 591 или 592 году — герцог Ульфар Тревизский, в 596 или 597 году — герцоги Варнекаут Павийский и Гайдульф Бергамский. В 596 или 597 году заговор против короля составил и Зангрульф. Возможно, он и его сторонники намеревались свергнуть Агилульфа и его жену Теоделинду, оказывавших покровительство ортодоксальным христианам. Однако Зангрульф был схвачен и по приказу короля казнён.
О том, кто был непосредственный преемником Зангрульфа в Веронском герцогстве, сведений не сохранилось. Возможно, что в первой половине 740-х годов этим владением мог править Луп, впоследствии герцог Сполето. Однако это мнение основывается только на одном документе IX века. Следующим же после Зангрульфа достоверно известным герцогом Вероны был упоминавшийся в 745—762 годах Гизельперт.